# Stand Up (Big Bang-album)
A Stand Up a dél-koreai Big Bang együttes harmadik koreai nyelvű középlemeze, melyet 2008. augusztus 8-án adott ki a YG Entertainment. A Haru haru és a Heaven című dalokat az együttes vezére, G-Dragon a japán Daishi Dance-szel közösen komponálta. Az albumon először szerepelt dalszerzőként a rapper T.O.P.. A lemezből 166 000 példány fogyott, a Haru haru pedig több slágerlistát is vezetett.

## Számlista
| 1.    | Intro (Stand Up)                       | G-Dragon | G-Dragon, Teddy, Kush  | 1:35 |
| 2.    | 하루하루 Haru haru                     | G-Dragon | G-Dragon, Daishi Dance | 4:15 |
| 3.    | 천국 Cshonguk (Heaven)                 | G-Dragon | G-Dragon, Daishi Dance | 4:06 |
| 4.    | 착한 사람 Cshakhan szaram (A Good Man) | T.O.P.   | T.O.P., Kush           | 3:23 |
| 5.    | Lady                                   | G-Dragon | G-Dragon, Teddy        | 3:19 |
| 6.    | Oh My Friend (feat. No Brain)          | G-Dragon | G-Dragon, No Brain     | 3:31 |
| 20:09 |                                        |          |                        |      |